# 船岡末利
船岡末利（ふなおか すえとし、1931年 - ）は、日本のフランス文学者。
山形県鶴岡市生まれ。1954年東北大学経済学部卒業。大手商社勤務ののち、66年から68年までパリ大学に留学、フランス文明、現代文学でディプロマ取得。71年京都大学文学研究科仏語学仏文学専攻修士課程修了。仏語非常勤講師。79年東海大学外国語教育センター助教授、85年教授。97年定年退職。

## 著書
- 商社漂流す 日本経済新聞社、1979.5.
- Pierre Loti et l’extrême-orient : du journal à l’œuvre par Suetoshi Funaoka ; ouvrage publié avec le concours du Ministère de l’éducation nationale du Japon. France Tosho, 1988.
- 巴里節 日本図書刊行会 1998.6.
- ラフカディオ・ハーンの青春 フランス・アメリカ研究余話 近代文芸社新書、2004.9.
- 雨のイスタンブール ライフリサーチプレス、2005.3.
- パリ五月革命と日本人留学生 論創社、2008.1.
- 新入社員物語 論創社、2008.12.

## 翻訳
- ロチのニッポン日記 お菊さんとの奇妙な生活　ピエール・ロチ 有隣新書、1979.2.  編訳
- 銀行家たちの金曜日 フィリップ・サン=ジル 日本経済新聞社、1982.6.
- 北京最後の日 ピエール・ロチ 東海大学出版会、1989.2.